# Tenochtitlan
Tenōchtitlān (tiếng Nahuatl cổ điển: Tenōchtitlān [tenoː tʃtitɬaː n]) hay còn được biết trong tiếng Tây Ban Nha là México-Tenochtitlan là một altepetl (thành bang) của người Nahua nằm trên một hòn đảo giữa hồ Texcoco, trong thung lũng México. Được thành lập vào năm 1325, Tenochtitlan trở thành kinh đô của đế chế Aztec đang phát triển trong thế kỷ 15, cho đến khi bị người Tây Ban Nha chinh phục năm 1521. Lúc cao điểm, đây là thành phố lớn nhất châu Mỹ thời Tiền Colombo. Sau khi bị chinh phục, gần như toàn bộ thành phố bị người Tây Ban Nha phá hủy và nó trở thành một cabecera của Phó vương quốc Tân Tây Ban Nha, và ngày nay các di tích của Tenōchtitlān vẫn còn thấy được ở trong trung tâm thành phố México.

## Tên gọi
Địa danh này bắt nguồn từ tiếng Nahuatl tetl [tetɬ] (có nghĩa là "đá") và nōchtli ['noːtʃtɬi] ("lê gai") hợp lại có thể hiểu là "Lê gai [mọc giữa] những tảng đá". Tenochtitlan là một trong hai altepetl (thành bang) nằm trên địa phận thành phố México ngày nay; thành bang kia là Tlatelolco.

## Địa lý

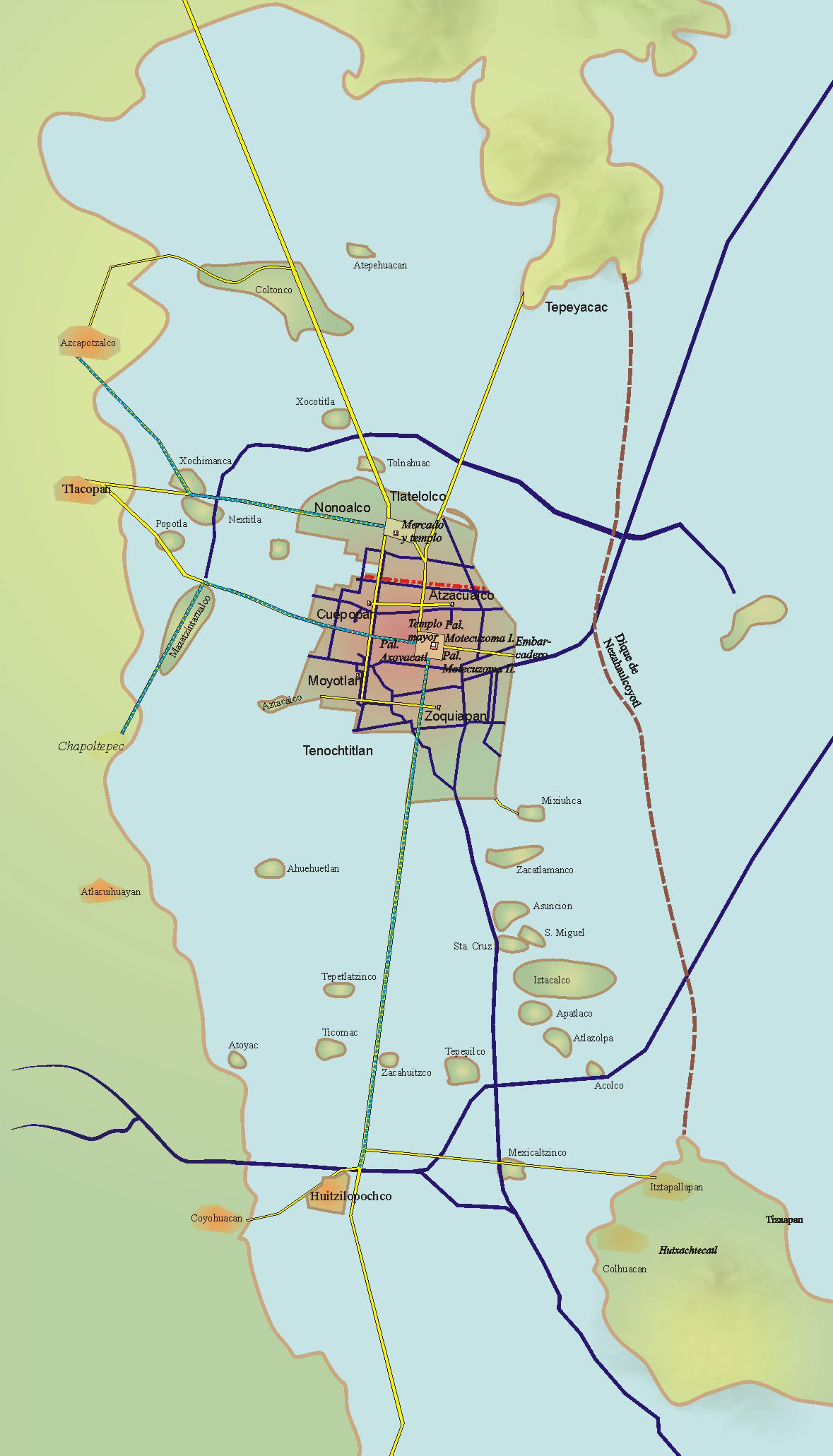
Phía Tây của nông Hồ Texcoco. Tenochtitlan là phần phía nam của đảo chính (theo đường màu đỏ). Phía bắc là Tlatelolco.

Diện tích của Tenochtitlan ước tính vào khoảng 8 đến 13,5 km2 (3,1 đến 5,2 dặm vuông Anh), nằm ở phía tây của Hồ Texcoco.
Tại thời điểm chinh phục của Tây Ban Nha, thành phố Mexico bao gồm hai thành phố Tenochtitlan và Tlatelolco cùng một lúc. Kể từ đó, thành phố kéo dài từ bắc xuống nam từ biên giới phía bắc của Tlatelolco vào đầm lầy mà theo thời gian đã được dần dần biến mất về phía Tây.
Thành phố đã được nối với đất liền bằng những con đường đắp cao dẫn đầu ở phía bắc, phía nam và phía tây của thành phố. Những đường đắp cao bị cắt ngang bởi những cây cầu cho phép ca nô và phương tiện giao thông khác để vượt qua một cách tự do. Các cây cầu có thể được kéo đi nếu cần thiết để bảo vệ thành phố. Các thành phố chính nó đã được xen kẽ với một loạt các kênh rạch, do đó tất cả dân cư ở mọi nơi trong thành phố có thể di chuyển hoặc là đi bộ hoặc thông qua xuồng.
Hồ Texcoco là hồ lớn nhất trong năm hồ nối liền với nhau. Kể từ khi nó được hình thành trong một lưu vực, hồ Texcoco là một hồ nước lợ. Trong suốt triều đại của Hoàng đế Moctezuma, "đê Nezahualcoyotl " đã được xây dựng. Ước tính có chiều dài là 12 đến 16 km (7,5 đến 9,9 mi), con đê đã được hoàn thành vào khoảng năm 1453, các đê giữ nước ngọt từ các đợt mưa xuân ở các vùng nước xung quanh Tenochtitlan và lưu giữ các vùng nước lợ ngoài đê, về phía đông.
Hai đôi cống dẫn nước, với chiều dài hơn 4 km (2,5 mi) được làm bằng đất nung, cung cấp nước ngọt cho thành phố từ một con suối tại Chapultepec. Nước ngọt được sử dụng chủ yếu để làm sạch và tắm rửa. Đối với nước uống, nước từ núi được ưa chuộng. Hầu hết người dân ở đây đều thích tắm hai lần một ngày; riêng Moctezuma đã được cho là tắm bốn lần mỗi ngày. Xà phòng của họ làm từ những rễ cây được gọi là copalxocotl (Saponaria americana);. Còn để làm sạch quần áo, họ sử dụng rễ cây metl (Agave americana). Tương tự như một phòng tắm xông hơi, nó vẫn được sử dụng ở miền Nam Mexico. Điều này cũng phổ biến ở các nền văn hóa Trung Mỹ khác.

## Quy hoạch thành phố
| “                                                                                 | Khi chúng tôi nhìn thấy nhiều thành phố và làng được xây dựng trên mặt nước và các thị trấn lớn khác trên cạn, chúng tôi rất ngạc nhiên và cho rằng nó như là có bùa phép (...) về dấu hiệu của các tòa tháp lớn và các tòa nhà trên mặt nước, và tất cả được xây dựng từ đá. Một số binh sĩ của chúng tôi thậm chí hỏi rằng, liệu những điều mà họ đã thấy được không phải là một giấc mơ? (...) Tôi không biết làm thế nào để mô tả nó, nhìn thấy sự vật như chúng ta đã làm điều đó đã chưa bao giờ được nghe hoặc thấy trước đây, thậm chí chưa từng mơ ước đến. | ” |
| — Bernal Díaz del Castillo, Historia verdadera de la conquista de la Nueva España | |   |

Thành phố được phân chia thành bốn khu vực hoặc campan, từng campan được chia về 20 huyện ( calpulli s, Nahuatlcalpōlli), và mỗi calpulli đã đi qua đường phố hoặc tlaxilcalli. Có ba con đường chính đi qua thành phố, từng dẫn đến một trong ba causeways vào đất liền; Bernal Díaz del Castillo báo cáo rằng chúng đủ rộng cho mười con ngựa. Các "calpullis' đã được phân chia bởi các kênh dùng cho giao thông vận tải, và có những cây cầu gỗ được lấy đi vào ban đêm.

### Chợ

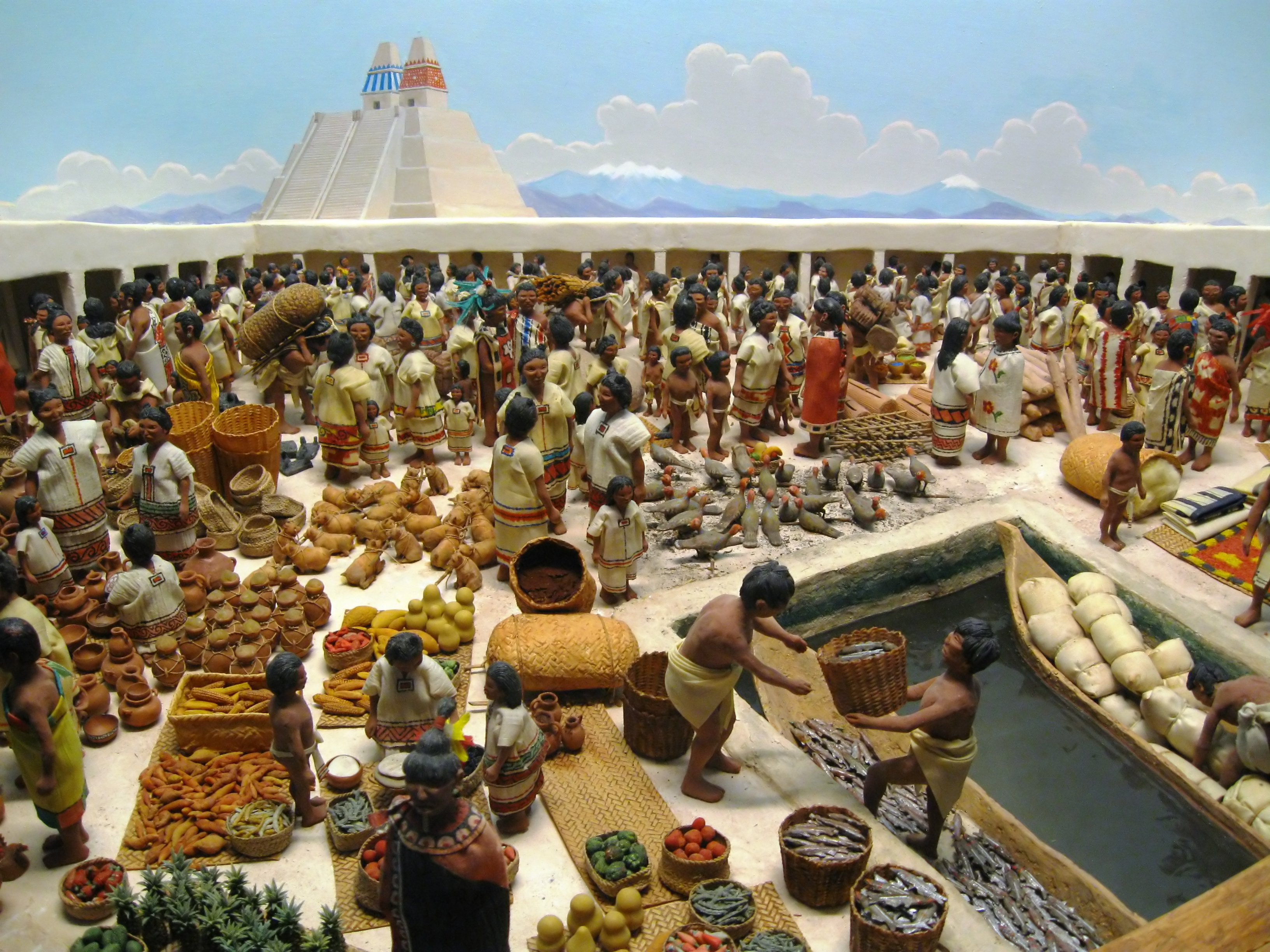
Chợ Tlatelolco như mô tả tại bảo tàng Field, Chicago.

Mỗi calpulli đều có riêng tiyanquiztli (chợ), nhưng cũng có một chợ chính ở Tlatelolco - thành phố anh em của thành phố Tenochtitlan. Cortés ước tính nó đã gấp đôi kích thước của thành phố Sevilla với khoảng 60.000 người kinh doanh hàng ngày, Bernardino de Sahagún đưa một ước tính bảo thủ nhiều hơn từ 20.000 vào ngày thường và 40.000 vào ngày lễ. Ngoài ra còn có các chợ đặc biệt ở trung tâm các thành phố khác ở México.

### Công trình trong thành phố

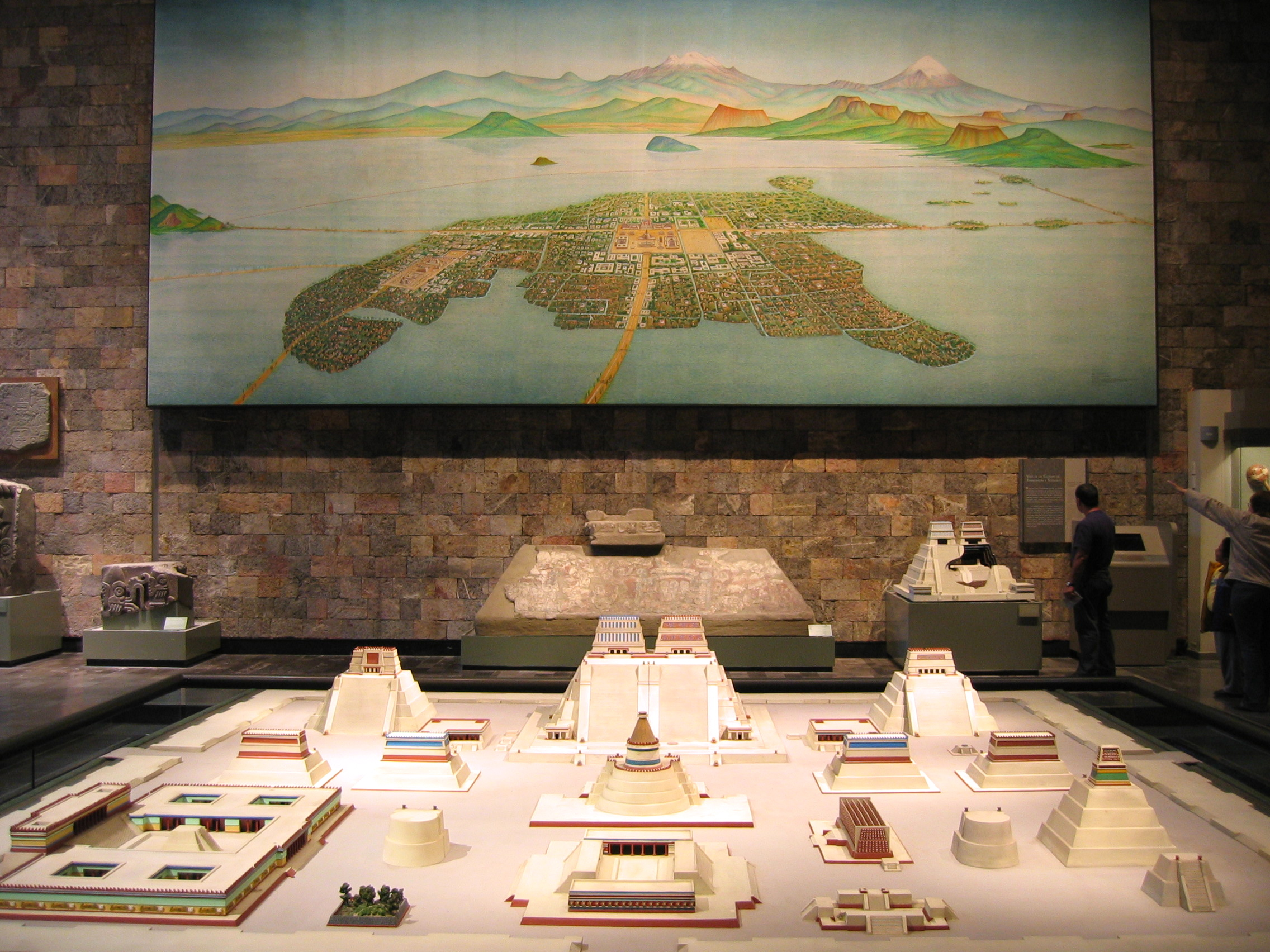
Tenochtitlan và mô hình của Templo Mayor.

Ở trung tâm của thành phố là những tòa nhà công cộng, đền thờ và trường học. Bên trong một hình vuông có tường bao quanh. Cách bức tường khoảng ba trăm mét là trung tâm nghi lễ. Có khoảng 45 tòa nhà công cộng bao gồm: Đền Templo Mayor, đền thờ thần Quetzalcoatl, các tlachtli (sân chơi đá bóng), các tzompantli (các bức tường có gắn đầu lâu), Đền Mặt trời, các bục dùng để tế thần, và một số đền thờ nhỏ. Bên ngoài là cung điện của Moctezuma với 100 phòng, mỗi phòng đều có phòng tắm riêng, dành cho lãnh chúa và sứ giả của các nước đồng minh và những người chinh phục. Nằm gần đó là cuicalli hoặc nhà hát, và các calmecac (trường học).
Thành phố đã có một sự đối xứng tuyệt vời. Tất cả các công trình xây dựng phải được sự chấp thuận của calmimilocatl - một viên chức phụ trách việc quy hoạch thành phố.

### Cung điện của Moctezuma II
Cung điện của Moctezuma II có hai vườn thú, một cho chim săn mồi và một cho các loài chim khác, bò sát và động vật có vú. Khoảng 300 người đã được dành riêng cho việc chăm sóc các loài động vật. Ngoài ra còn có một vườn thực vật và một hồ cá. Hồ cá có mười ao nước muối và mười ao nước ngọt, có chứa cá, thủy cầm. Những nơi như thế này cũng tồn tại trong Texcoco, Chapultepec, Huaxtepec (bây giờ gọi là Oaxtepec) và Texcotzingo.

## Lịch sử
Tenochtitlan là thành phố thủ đô của nền văn minh Mexica, bao gồm những người Mexica, được thành lập vào năm 1325. Quốc giáo của nền văn minh Mexica đang chờ đợi việc một lời tiên tri cổ xưa được thực hiện: các bộ lạc lang thang sẽ tìm thấy được miền đất hứa dành cho một thành phố lớn, ở nơi được báo hiệu bởi một con Đại bàng ăn một con rắn trong khi đang đậu trên đỉnh một cây xương rồng. Người Aztec nhìn thấy điều này sau đó tại một hòn đảo đầm lầy nhỏ trên hồ Texcoco và họ đã cho thành lập thành phố tại đây, điều mà bây giờ đã trở thành bất tử trên Quốc huy của Mexico và trên lá cờ Mexico. Không bị ngăn cản bởi địa hình không thuận lợi, họ lên kế hoạch cho việc xây dựng thành phố bằng cách sử dụng hệ thống chinampa (đặt tên sai là "khu vườn nổi") dành cho nông nghiệp và để khô và mở rộng đảo.
Một nền văn hóa phát triển mạnh mẽ phát triển, và các nền văn minh Mexica đã thống trị bộ tộc khác trên khắp Mexico. Hòn đảo tự nhiên nhỏ được mở rộng dần dần và khiến Tenochtitlan trở thành thành phố lớn nhất và mạnh nhất ở Trung Mỹ. Các tuyến đường thương mại được phát triển để mang hàng hóa từ những nơi xa như Vịnh Mexico, Thái Bình Dương và có lẽ ngay cả đế chế Inca.
Sau khi một cơn lũ quét qua hồ Texcoco, thành phố được xây dựng lại dưới sự cai trị của Hoàng đế Ahuitzotl bằng một phong cách mà làm cho nó một trở thành một trong nhưng nơi đẹp nhất và vĩ đại nhất chưa từng có ở Trung Mỹ.
Khi Conquistador Hernán Cortés người Tây Ban Nha đến Tenochtitlan vào 08 tháng 11 năm 1519. Tại thời điểm này người ta tin rằng thành phố là một trong những thành thị lớn nhất trên thế giới, khi so với châu Âu, chỉ có Paris, Venezia và Constantinopolis lớn hơn. Trong một bức thư gửi Quốc vương Tây Ban Nha, Cortés đã ví Tenochtitlan như Sevilla hay Córdoba. Binh lính của Cortes đã kinh ngạc khi nhìn thấy thành phố lộng lẫy và nhiều người tự hỏi mình là họ đang mơ hay đang tỉnh.
Ước tính phổ biến nhất về dân số của thành phố là hơn 200.000 người. Một trong số ít các cuộc điều tra toàn diện giáo dục của thành phố Trung Mỹ và quy mô thị trấn đưa ra con số 212.500 trên diện tích 13,5 km2 (5,2 dặm vuông Anh), mặc dù một số nguồn tin phổ biến đưa ra con số cao như 350.000.  Các con số này đã đủ đưa Tenochtitlan và danh sách các thành phố lớn nhất thế giới vào thời đó.

### Sau khi bị chinh phục
Cortés sau đó đã tự tay chỉ đạo việc phá hủy hệ thống và san bằng thành phố và cho xây dựng lại nó, được chia thành hai khu đối lập, khu vực trung tâm được sử dụng bởi người Tây Ban Nha (gọi là traza). Phần người Bản địa bên ngoài, bây giờ gọi là San Juan Tenochtitlan, tiếp tục bị chi phối bởi giới tinh hoa bản địa trước đó và được chia thành các phân khu như trước.